# Hodgson (Familienname)
Hodgson ist ein englischer Familienname.

## Namensträger
- Arnold Wienholt Hodgson (1881–1944), britischer Gouverneur von Sierra Leone und Ghana
- Brian Houghton Hodgson (1800–1894), britischer Ethnologe und Naturforscher
- Charlie Hodgson (* 1980), britischer Rugbyspieler
- Christopher Hodgson (1821–1865), Entdeckungsreisender, Schriftsteller und Diplomat
- Cody Hodgson (* 1990), kanadischer Eishockeyspieler
- Conrad Hodgson (* 1978), US-amerikanischer Rugby-Union-Spieler
- Dan Hodgson (* 1965), schweizerisch-kanadischer Eishockeyspieler
- David Hodgson (Richter) (1939–2012), australischer Richter
- David Hodgson (* 1960), britischer Fußballspieler und -trainer
- Eliza Amy Hodgson (1888–1983), neuseeländische Botanikerin und Bryologin
- Fiona Hodgson, Baroness Hodgson of Abinger (* 1954), britische Unternehmerin, Menschenrechtlerin und Politikerin der Conservative Party
- Frances Hodgson Burnett (1849–1924), britische Autorin
- Frederick Mitchell Hodgson (1851–1925), britischer Kolonialgouverneur
- Geoffrey Hodgson (* 1946), britischer Wirtschaftswissenschaftler und Hochschullehrer
- George Hodgson (1893–1983), kanadischer Schwimmer
- Gian Hodgson (* 1985), Tennisspieler aus Aruba
- Gordon Hodgson (1904–1951), britischer Fußball- und Cricketspieler
- Grahame Hodgson (1936–2016), walisischer Rugby-Union-Spieler
- Hugh Hodgson (1893–1969), US-amerikanischer Musikpädagoge, Pianist, Dirigent und Komponist
- James D. Hodgson (1915–2012), US-amerikanischer Politiker
- Jamie Hodgson (1930–2006), britischer Fotograf
- Jaylee Hodgson (* 1980), britisch-montserratischer Fußballspieler
- John Hodgson (General) (1757–1846), Offizier der British Army
- John Hodgson (Rugbyspieler) (1909–1970), englischer Rugbyspieler
- John Evan Hodgson (1831–1895), englischer Maler
- Joseph Hodgson (1788–1869), britischer Chirurg
- Keith Hodgson (* 1947), US-amerikanischer Chemiker
- Julian Hodgson (* 1963), britischer Schachgroßmeister
- Leonard Hodgson (1889–1969), britischer anglikanischer Theologe
- Leyland Hodgson (1892–1949), britischer Schauspieler
- Marshall G. S. Hodgson (1922–1968), US-amerikanischer Historiker und Islamwissenschaftler
- Maurice Hodgson (1919–2014), britischer Manager
- Neil Hodgson (* 1973), englischer Motorradrennfahrer
- Peter E. Hodgson (1928–2008), britischer Kernphysiker
- Ralph Hodgson (1871–1962), englischer Dichter
- Richard Hodgson (1855–1905), australischer Parapsychologe
- Robert Hodgson (Richter) (1798–1880), kanadischer Richter
- Robert Hodgson (Diplomat) (1874–1956), britischer Diplomat
- Robert Willard Hodgson (1893–1966), US-amerikanischer Botaniker
- Robin Hodgson, Baron Hodgson of Astley Abbotts (* 1942), britischer Politiker und Manager
- Roger Hodgson (* 1950), britischer Musiker
- Roy Hodgson (* 1947), englischer Fußballtrainer
- Shadworth Hodgson (1832–1912), britischer Philosoph
- Shirley Hodgson (* 1945), britische Hochschullehrerin für die Genetik von Krebs
- Stanley Hodgson (1928–2015), englischer Rugby-Union-Spieler
- Studholme Hodgson (1708–1798), britischer Militär; Field Marshal
- Studholme John Hodgson († 1890), britischer Militär; General
- Thomas Vere Hodgson (1864–1926), britischer Meeresbiologe und Polarforscher
- Tom Hodgson (1924–2006), kanadischer Künstler und Kanute
- Wendy C. Hodgson (* 1951), US-amerikanische Botanikerin
- William Hodgson (Botaniker) (1824–1901), britischer Botaniker
- William Hope Hodgson (1877–1918), britischer Schriftsteller